# راؤول غوزمان
راؤول غوزمان (بالإسبانية: Raúl Guzmán) هو سباح مكسيكي، ولد في 2 أبريل 1940 في مدينة مكسيكو في المكسيك.

## وصلات خارجية
- راؤول غوزمان على موقع أوليمبيديا (الإنجليزية)